# NGC 725
NGC 725 é uma galáxia espiral (Sc) localizada na direcção da constelação de Cetus. Possui uma declinação de -16° 31' 03" e uma ascensão recta de 1 horas, 52 minutos e 35,3 segundos.
A galáxia NGC 725 foi descoberta em 1886 por Frank Leavenworth.